# 임욱진
임욱진(1988년 ~ )은 대한민국의 배우이자 영화배우 탤런트이다

## 드라마
- 2014년 KBS 《드라마스페셜 - 마지막 퍼즐》
- 2014년 MBC 월화드라마 《트라이앵글》 ... 부하 역 (고복태의 수하)
- 2014년 SBS 드라마스페셜 《내겐 너무 사랑스러운 그녀》 ... 사채업자 역
- 2014년 OCN 토요드라마 《나쁜 녀석들》 ... 철두 역 (이두광의 부하)
- 2015년 tvN 월화드라마 《호구의 사랑》
- 2015년 OCN 토일드라마 《아름다운 나의 신부》
- 2017년 SBS 월화드라마 《조작》
- 2018년 SBS 드라마스페셜 《리턴》
- 2018년 MBC 월화드라마 《사생결단 로맨스》
- 2019년 KBS 월화드라마 《동네변호사 조들호 2: 죄와 벌》 . . . 정보원 역
- 2019년 MBC 수목드라마 《더 뱅커》
- 2020년 MBC 월화드라마 《365: 운명을 거스르는 1년》 . . . 동희 역
- 2022년 MBC 금토드라마 《닥터 로이어》 ... 공국광의 조직원 역
- 2023년 Net Flix 《더 패뷸러스》 ... 제이디 매니져 역
- 2023년 KBS 월화드라마  《순정복서》 ... 상철 역

## 영화
- 2014년 《무뢰한》 ... 민영기 똘마니 3 역
- 2016년 《검사외전》 ... 현석 패거리 6 역
- 2016년 《더 킹》 ... 두일부하 9 역
- 2017년 《염력》 ... 용역 3 역
- 2018년 《독전》 ... 하림부하 역